# Bernard Moullier
Bernard Moullier (* 27. September 1957) ist ein ehemaliger französischer Skispringer.

## Werdegang
Moullier startete erstmals zur Vierschanzentournee 1978/79 bei einem internationalen Turnier. Bei seiner ersten Tournee blieb er jedoch erfolglos und belegte nur Plätze im hinteren Mittelfeld. Am 30. November 1979 gab er sein Debüt im neu geschaffenen Skisprung-Weltcup und erreichte auf der Großschanze in Oberstdorf den 31. Platz. Auch die anderen drei Springen der Vierschanzentournee 1979/80 verliefen wie auch im Vorjahr erfolglos für Moullier. Erst im Weltcup am 19. Januar 1980 in Thunder Bay gelang ihm mit Platz 2 eine Top-Platzierung und auch die erste und einzige Podiumsplatzierung in seiner Karriere. Im zweiten Springen auf der gleichen Schanze wurde er am Ende Sechster. Auch im französischen Saint-Nizier konnte er sich erneut mit einem 9. Platz unter den besten Zehn platzieren.
Bei den Olympischen Winterspielen 1980 in Lake Placid und der damit verbundenen Nordischen Skiweltmeisterschaft erreichte Moullier auf der Normalschanze den 24. und auf der Großschanze den 37. Platz. In seinem letzten Weltcup der Saison kam er in Engelberg auf den 11. Platz. Am Ende der Saison stand er auf Platz 25 in der Weltcup-Gesamtwertung.
In der Weltcup-Saison 1980/81 bestritt er lediglich das Springen in Oberstdorf, wo er am Ende 46. wurde. Im Anschluss daran beendete er im Alter von nur 23 Jahren seine internationale Skisprungkarriere.

## Erfolge

### Weltcup-Platzierungen
| Saison  | Platz | Punkte |
| ------- | ----- | ------ |
| 1979/80 | 25.   | 42     |